# Олимпийские боги

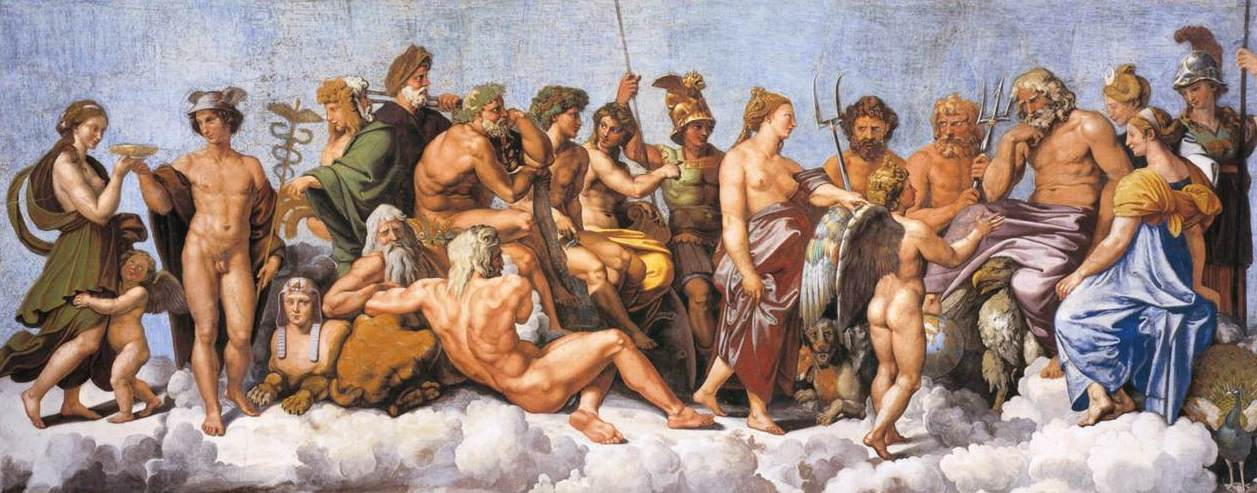
Рафаэль. Совет богов

Олимпи́йцы, Олимпи́йские боги (др.-греч. Ολύμπιοι θεοί) — в древнегреческой мифологии боги третьего поколения (после изначальных богов и титанов — богов первого и второго поколений), верховные божества, обитавшие на горе Олимп.
Традиционно их 12, классический список звучал так: Аполлон, Арес, Артемида, Афина, Афродита, Гера, Гестия, Гермес, Гефест, Деметра, Зевс, Посейдон.
Эпитет «Олимпиец» по преимуществу относился к их главе Зевсу. Переносное значение слова «олимпиец» — человек, сохраняющий невозмутимое («олимпийское») спокойствие и внешнюю величавость (таковым изображался Зевс).

## Список
Традиционно в число олимпийских включаются двенадцать богов. В основном из третьего и четвёртого поколения божественных существ «титанов (титанидов)», описанных в греческой мифологии, так называемые «Двенадцатибожие» (Δωδεκάθεον). Вместе с тем, состав «двенадцати» не был каноническим в древнегреческой теологии. В зависимости от местных культов состав двенадцатичленного пантеона менялся. В частности, таких богов в разное время насчитывалось как двенадцать, так и тринадцать, и четырнадцать.
Помимо двенадцати олимпийцев в Древней Греции было много других различных культовых группировок двенадцати богов. Самое раннее свидетельство греческой религиозной практики с участием двенадцати богов появляется не ранее конца VI века до н. э. Согласно Фукидиду (Фукидид, История Пелопоннесской войны. VI, 54:6-7), алтарь двенадцати богов был установлен на Афинской агоре архонтом Писистратом Младшим (сыном тирана и архонта Гиппия и внуком тирана Писистрата) ок. 522 г. до н. э. Алтарь стал центральной точкой начала отсчёта расстояния от Афин до культовых мест и прибежищ.
В число олимпийцев входили дети Кроноса и Реи (называемые Крониды):
- Зевс — верховный бог древнегреческого пантеона, бог грома и молний.
- Гера — жена Зевса, покровительница брака, семейной любви.
- Посейдон — бог морской стихии и брат Зевса.
- Аид — владыка Царства Мёртвых и брат Зевса.
- Деметра — богиня плодородия и земледелия.
- Гестия — богиня домашнего очага.

А также потомки Зевса:
- Афина — богиня мудрости, справедливости, наук и ремёсел, а также военного дела. Покровительница городов и мудрости, дочь Зевса.
- Персефона — богиня весны, правительница Царства Мёртвых, жена Аида.
- Афродита — богиня любви и красоты.
- Гефест — бог огня и кузнечного ремесла.
- Гермес — бог торговли, хитрости, скорости и воровства, а также красноречия. Покровитель странствующих.
- Аполлон — бог света, покровитель искусств. Также бог-врачеватель и покровитель оракулов.
- Арес — бог войны.
- Артемида — богиня охоты, покровительница всего живого на Земле, дочь Зевса.
- Дионис — бог виноделия и веселья (в списке 12 олимпийцев вытеснил Гестию).

## Совет богов
12 богов входили в совет богов (лат. dii consentes), где одинаково были представлены мужской и женский пол (в скобках — древнеримские аналоги):
- Зевс (Юпитер)
- Посейдон (Нептун)
- Гефест (Вулкан)
- Аполлон
- Гермес (Меркурий)
- Арес (Марс)
- Гера (Юнона)
- Афина (Минерва)
- Деметра (Церера)
- Афродита (Венера)
- Гестия (Веста)
- Артемида (Диана)

## Римские dii magni
Помимо собственных аналогов dii consentes, древние римляне включали в состав высших богов так называемых dii selecti: Сатурна (Кроноса), Януса, Кибелу (Рею), Плутона (Аида), Либера (Диониса), Сола (Гелиоса), Луну (Селену) и Гения. Вместе dii consentes и dii selecti представляли собой dii magni или dii maiorum gentium.